# Кортуз (хребет)
Корту́з — горный хребет в Красноярском крае России, в восточной части Минусинской котловины.
Протяжённость хребта составляет около 40 км. Средние высоты — от 800 до 1000 м, максимальная — 1186 м (гора Кортуз). Хребет сложен метаморфизованными известняками, сланцами и песчаниками, прорванными интрузиями гранитов. На крутом южном склоне хребта господствуют степи; северный склон более пологий, здесь преобладанием лесостепные ландшафты.